# Vishing

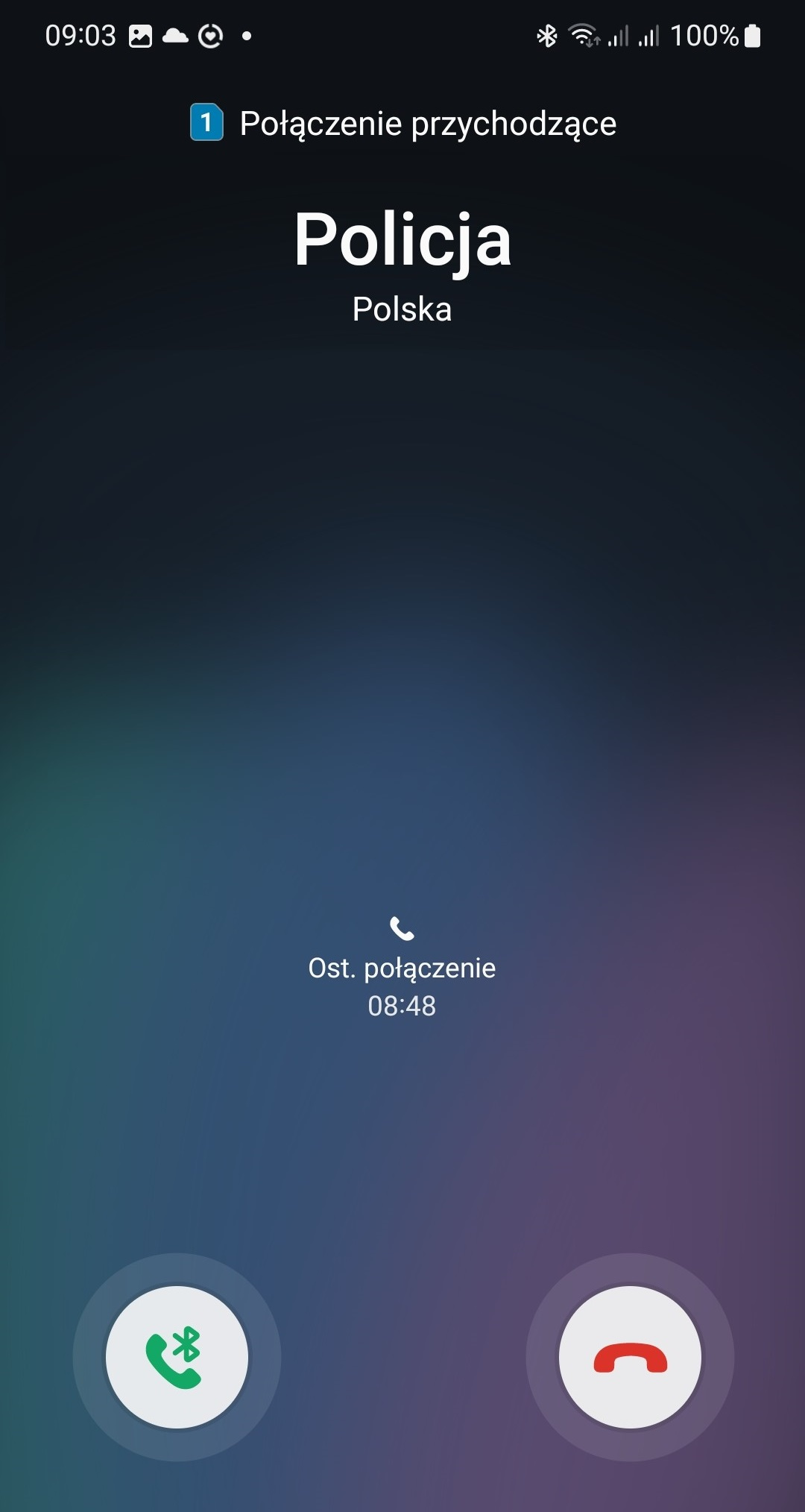
Pantalla LCD de un teléfono inteligente con la inscripción Policía.

Vishing es una práctica fraudulenta que consiste en el uso de una línea telefónica convencional e ingeniería social para engañar a personas y obtener información delicada como puede ser información financiera o información útil para el robo de identidad. El término es una combinación del inglés "voice" (voz) y phishing.

## Ejemplo de fraude vishing
1. El criminal configura un war dialing para llamar a números telefónicos en una determinada región.
2. Cuando la llamada es contestada, una grabación toca y alerta que al "consumidor" que su tarjeta de crédito está siendo utilizada de forma fraudulenta y que este debe llamar al número que sigue inmediatamente. El número puede ser un número gratuito falseado para la compañía financiera que se pretende representar.
3. Cuando la víctima llama a este número, es contestada por una voz computarizada que le indica al "cliente" que su cuenta necesita ser verificada y le requiere que ingrese los 16 dígitos de su tarjeta de crédito.
4. Cuando la persona provee la información de su tarjeta de crédito, el visher tiene toda la información necesaria para realizar cargos fraudulentos a la tarjeta de la víctima.
5. La llamada puede ser también utilizada para obtener detalles adicionales como el PIN de seguridad, la fecha de expiración, el número de cuenta u otra información importante.

## Alcance
En Gran Bretaña se reportó que solo en 2012 habían reportado 2200 víctimas con un monto defraudado de unos 3,5 millones de libras.